# Superbus
Superbus是一队来自法国的五人乐队，成立于1999年。 乐队的核心人物为Jennifer Ayache， 她是乐队的发起人， 主唱， 乐队的绝大部分歌曲的歌词和歌曲均由她创作。 乐队的其他成员包括： Patrice Focone， 吉他手和和唱； Michel Giovannetti，吉他手和和唱； François-Xavier Even， 贝司手和和唱； Greg Jacks， 鼓手。 鼓手Guillaume Rousé 在2001年加入乐队， 2006年离队， 为Greg Jacks所替代。 乐队名字来源于拉丁语， 意为异常出众／出色的， 相似于法语里的Super。

## 音乐风格
乐队的音乐风格包括不同类型的另类摇滚， 主要为后朋克摇滚融入60－70年代和其他多种类型的音乐风格， 如Ska，Grunge，Sulf等， 乐队音乐渊源为No Doubt， Sum 41和Blink 182等。 

## 奖项
- 2008年， 获NRJ Music Award音乐奖最佳法语组合奖。
- 2007年， 唱片《Wow》获Victoires de la Musique音乐奖最佳流行摇滚类唱片奖（l'Album Pop/Rock de l'Année）。
- 2006年， 法国第二十一届LES VICTOIRES DE LA MUSIQUE音乐奖 最佳公众新人或演唱组合奖：SUPERBUS（作品： 《Pop'n'gum》（06/2004））
- 2005年， 获MTV Europe Music Awards最佳法语组合奖（Meilleur groupe français）。
- 2004年， 唱片《Pop'n'gum》获金唱片销量奖。

## 唱片资料

### Wow
2006年10月16日出版 
1. Le rock à Billy
2. Ramdam
3. Butterfly
4. Over You
5. Lola
6. Tiens le fil
7. Un peu de douleur
8. Let Me Hold You
9. On Monday
10. Travel the World
11. Jenn je t'aime
12. Ça mousse
13. Bad Boy Killer (Chanson bonus avec un ordinateur)
14. Breath (Chanson bonus avec un ordinateur)

### Pop'n'gum
2004年6月1日出版 
1. Radio song
2. Pop'n'Gum
3. Des hauts. des bas
4. Sunshine
5. C'est pas comme
6. Little Hily
7. Petit détail
8. sex baby sex
9. Beggin' me to stay
10. Tu respires
11. Taboo
12. Girl

### Aéromusical
2002年3月19日出版 
1. Je reste encore
2. Superstar
3. Tchi-cum-bah
4. Le soleil
5. Le loup
6. Aéromusical
7. Something wrong
8. Ennemie
9. A travers toi
10. Into the groove
11. Helping Hand
12. Sans décrocher